# Жири (кратки филм)
„Жири” је југословенски кратки филм први пут приказан 18. децембра 1962. године. Режирао га је Анте Бабаја а сценарио су написали Анте Бабаја и Божидар Виолић.

## Улоге
| Глумац          | Улога |
| --------------- | ----- |
| Рудолф Кукић    |       |
| Вера Орловић    |       |
| Ђуро Пуховски   |       |
| Мирко Војковић  |       |
| Стево Вујатовић |       |